# 鳶尾花星雲
鳶尾花星雲，也稱為NGC 7023或Caldwell 4，是位於仙王座的一個明亮反射星雲和科德韋爾天體。NGC 7023其實是存在於LBN 487星雲之內的一個星團，並被一顆+7等的恆星SAO 19158所照亮。鳶尾花星雲的亮度為+6.8，位置接近米拉型變星仙王座T和+3.23等的明亮變星仙王座β (上衛增一)。它與地球的距離約1,300光年，直徑大約6光年。

## 註解
1. ↑  Perkins, Philip. . astrocruise.com. 2005  [2008-08-06]. （原始内容存档于2008-05-18）.
2. ↑  Nemiroff, Robert; Bonnell, Jerry. . APOD (NASA). 2004-11-04  [2008-08-06]. （原始内容存档于2016-04-11）.

## 外部連結
- SEDS – NGC 7023
- Simbad – NGC 7023 （页面存档备份，存于）
- VizieR – NGC 7023 （页面存档备份，存于）
- NED – NGC 7023 （页面存档备份，存于）
- Dark Atmospheres Photography – Iris Nebula NGC 7023 （页面存档备份，存于）
- See NGC 7023 in WorldWide Telescope （页面存档备份，存于）
- WikiSky上关于鳶尾花星雲的内容：DSS2, SDSS, GALEX, IRAS, 氢α, X射线, 天文照片, 天图, 文章和图片